# Helnæs Bugt
Helnæs Bugt er et farvand i Det Sydfynske Øhav, som afgrænses af øen Helnæs mod vest, Agernæs mod nordvest, Horne Land mod syd og ellers Fyns kyst mod nord og øst. Mod nord ligger Brunshuse, mod sydvest Bøjden, mens Faldsled ligger mod øst. Omtrent midt i bugten ligger øen Illum. Bugten dækker et areal på ca. 50 km².
|  | Denne artikel om lokaliteten Helnæs Bugt kan blive bedre, hvis der indsættes et (bedre) billede. Du kan hjælpe ved at afsøge Wikimedia Commons for et passende billede eller lægge et op på Wikimedia Commons med en af de tilladte licenser og indsætte det i artiklen. |

55°09′00″N 10°04′00″Ø / 55.15000°N 10.06667°Ø